# Homšnica
Hómšnica je desni pritok Suhodolnice iz južnega dela Mislinjske doline. Po mnenju domačina Ivana Gamsa je tipični 'robni' vodotok, saj zbira vodo iz robnih delov ravnine, ki se zaradi ilovnate podlage in nagnjenosti površja proti severu ne more stekati v glavno reko (Mislinjo).
Majhen potok se skoraj neopazno začenja na travnikih pod ježo terase Dobrova in se napaja večinoma iz podtalnice. Od tod teče po vzhodnem robu terase proti severu mimo Šmartna pri Slovenj Gradcu, zahodno od hriba Homec (474 m) do Slovenj Gradca, kjer se izliva v Suhodolnico.
Čeprav ima potok večino časa malo vode in v spodnjem toku v sušnih obdobjih tudi presahne, povzroča ljudem težave s poplavami, ki so deloma posledica majhnega strmca in neprepustne ilovnate podlage ter v precejšnji meri nepremišljenega poseganja vanj. V zgornjem in spodnjem toku je preurejen v odvodni jarek, neustrezni prepusti in drugi posegi povzročajo razlivanje vode po kmetijskih zemljiščih (travnikih), voda pa ogroža tudi bližnje stanovanjske hiše. Malo pred izlivom je v Slovenj Gradcu speljan celo podzemno pod Celjsko cesto. Samo v srednjem toku za Homcem, kjer teče skozi gozd, je potok ostal v naravnem stanju in drobno vijuga sem in tja.
Težave s poplavnimi vodami Homšnice je treba deloma pripisati tudi nesmotrnemu širjenju novogradenj na poplavno območje, zdaj ko je prepozno, pa je treba ukrepati. Ob poplavi 1. novembra 1990 je potok poplavil ceste, kmetijske površine ter številne kleti in pritličja stanovanjskih hiš, predvsem v zaselkih Nadhomec in Podhomec. V manjšem obsegu je potok poplavljal tudi ob poplavi 5. novembra 2012.
V okviru zagotavljanja poplavne varnosti v porečju Mislinje je zdaj predvidena gradnja več manjših protipoplavnih zadrževalnikov na Homšnici in razbremenilnega kanala do Mislinje ter povečanje pretočnih zmogljivosti v spodnjem toku.
V povirnem delu Homšnice je nekaj ohranjenih mokrotnih travnikov in gozda črne jelše (Alnus glutinosa), ki so evidentirani kot naravna vrednota lokalnega pomena.